# Koulwéogo (ort, lat 12,48, long -0,90)
Koulwéogo är en ort i Burkina Faso.   Den ligger i regionen Plateau-Central, i den centrala delen av landet, 70 km öster om huvudstaden Ouagadougou. Koulwéogo ligger 313 meter över havet och antalet invånare är 1 320.
Terrängen runt Koulwéogo är platt. Runt Koulwéogo är det ganska tätbefolkat, med 54 invånare per kvadratkilometer.. Närmaste större samhälle är Boulwando, 15,5 km öster om Koulwéogo.
Omgivningarna runt Koulwéogo är en mosaik av jordbruksmark och naturlig växtlighet.